# Saxifraga bronchialis
Saxifraga bronchialis är en stenbräckeväxtart som beskrevs av Carl von Linné. Saxifraga bronchialis ingår i Bräckesläktet som ingår i familjen stenbräckeväxter.

## Underarter
Arten delas in i följande underarter:
- S. b. anadyrensis
- S. b. austromontana
- S. b. bronchialis
- S. b. cherlerioides
- S. b. codyana
- S. b. compacta
- S. b. funstonii
- S. b. spinulosa
- S. b. stelleriana
- S. b. vespertina
- S. b. rebunshirensis
- S. b. yuparensis

## Bildgalleri

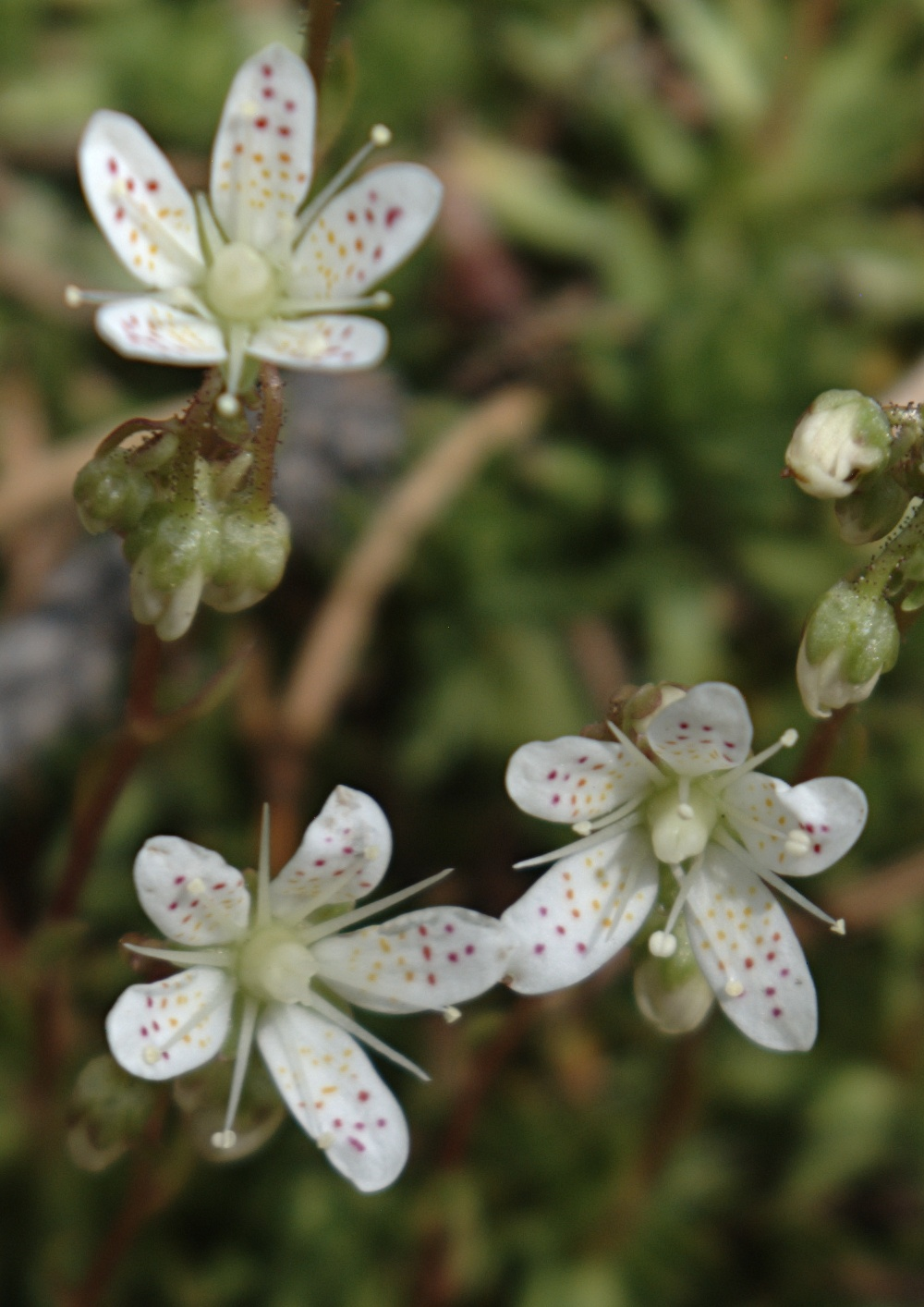
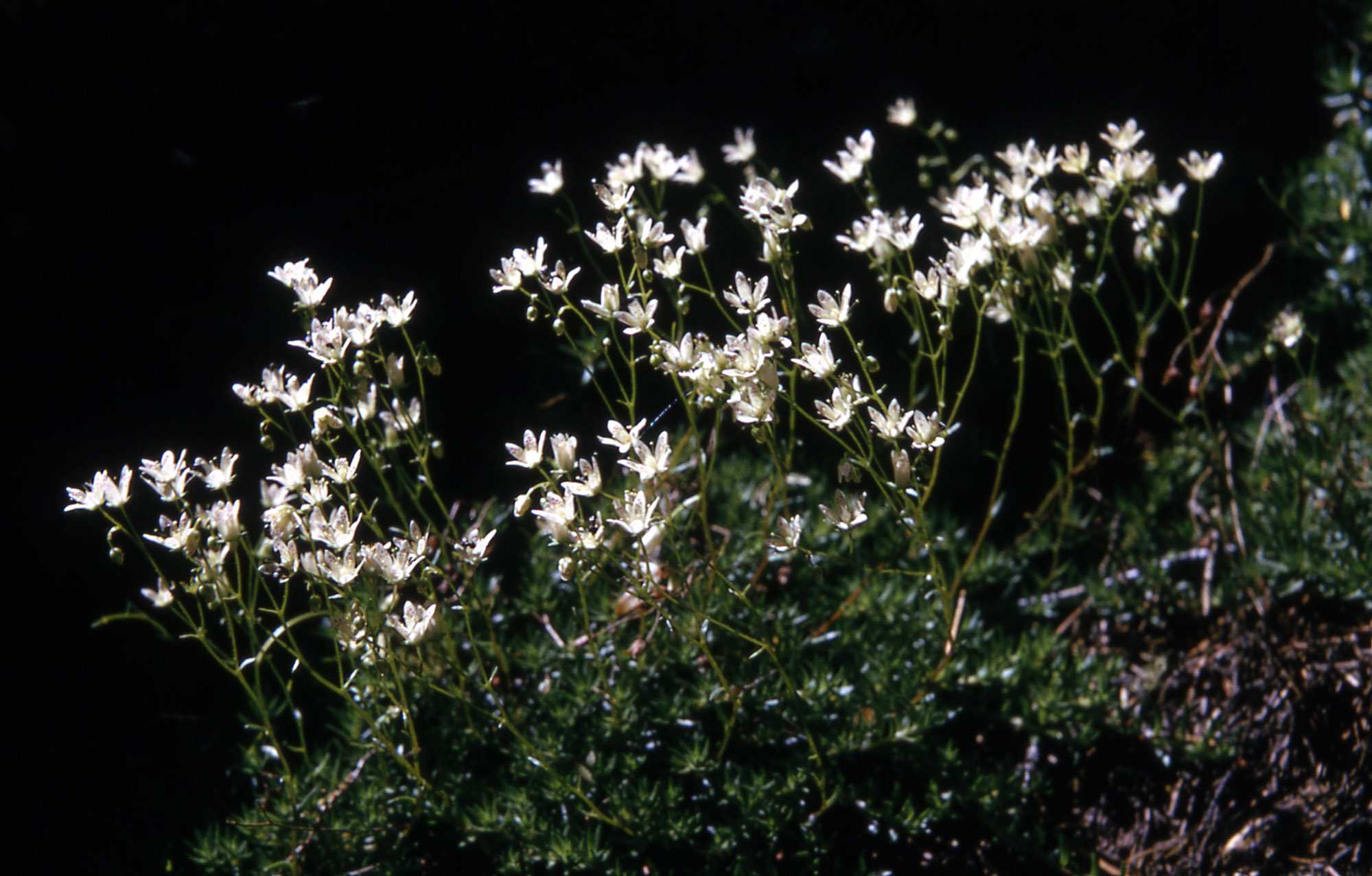
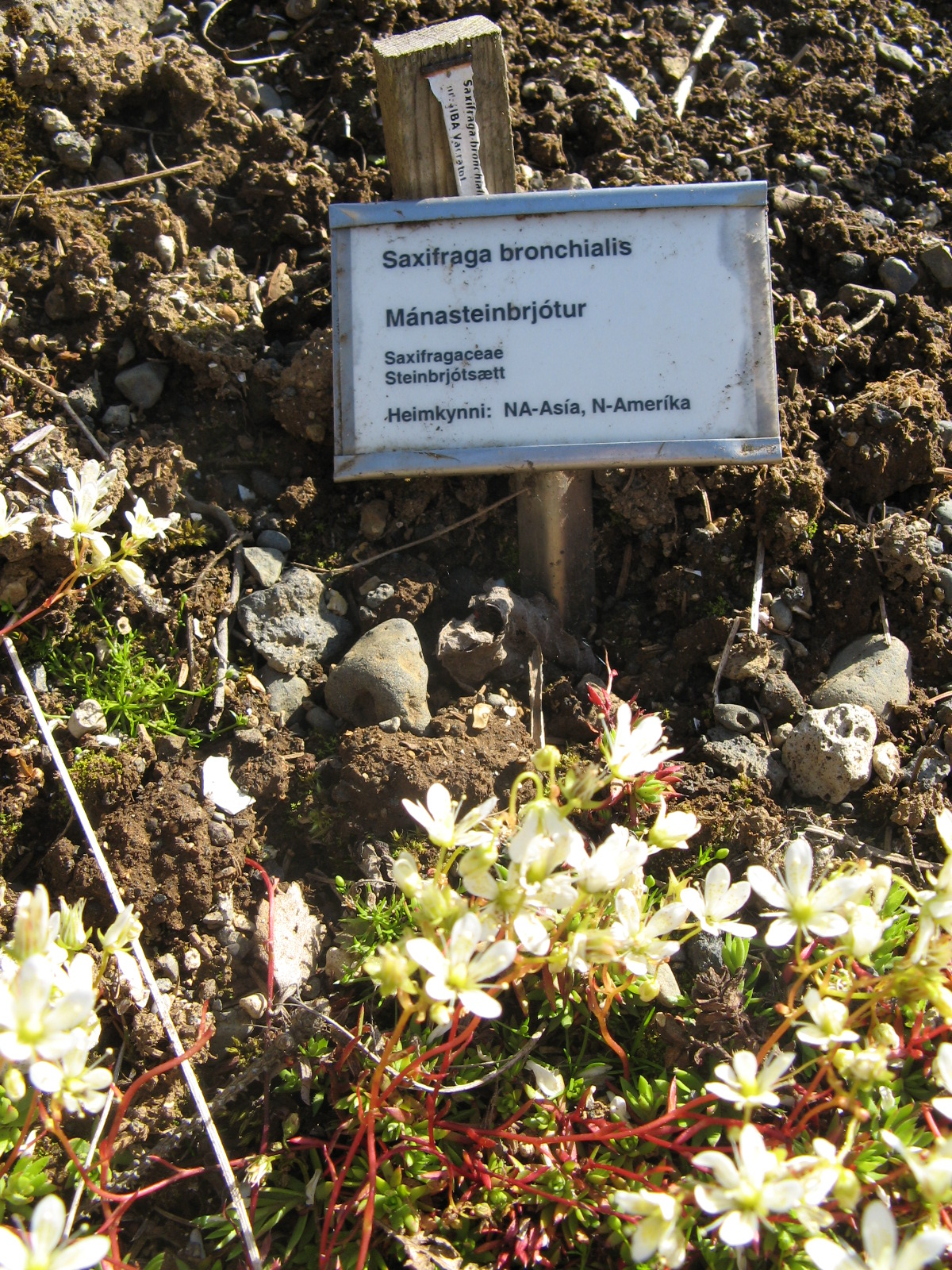
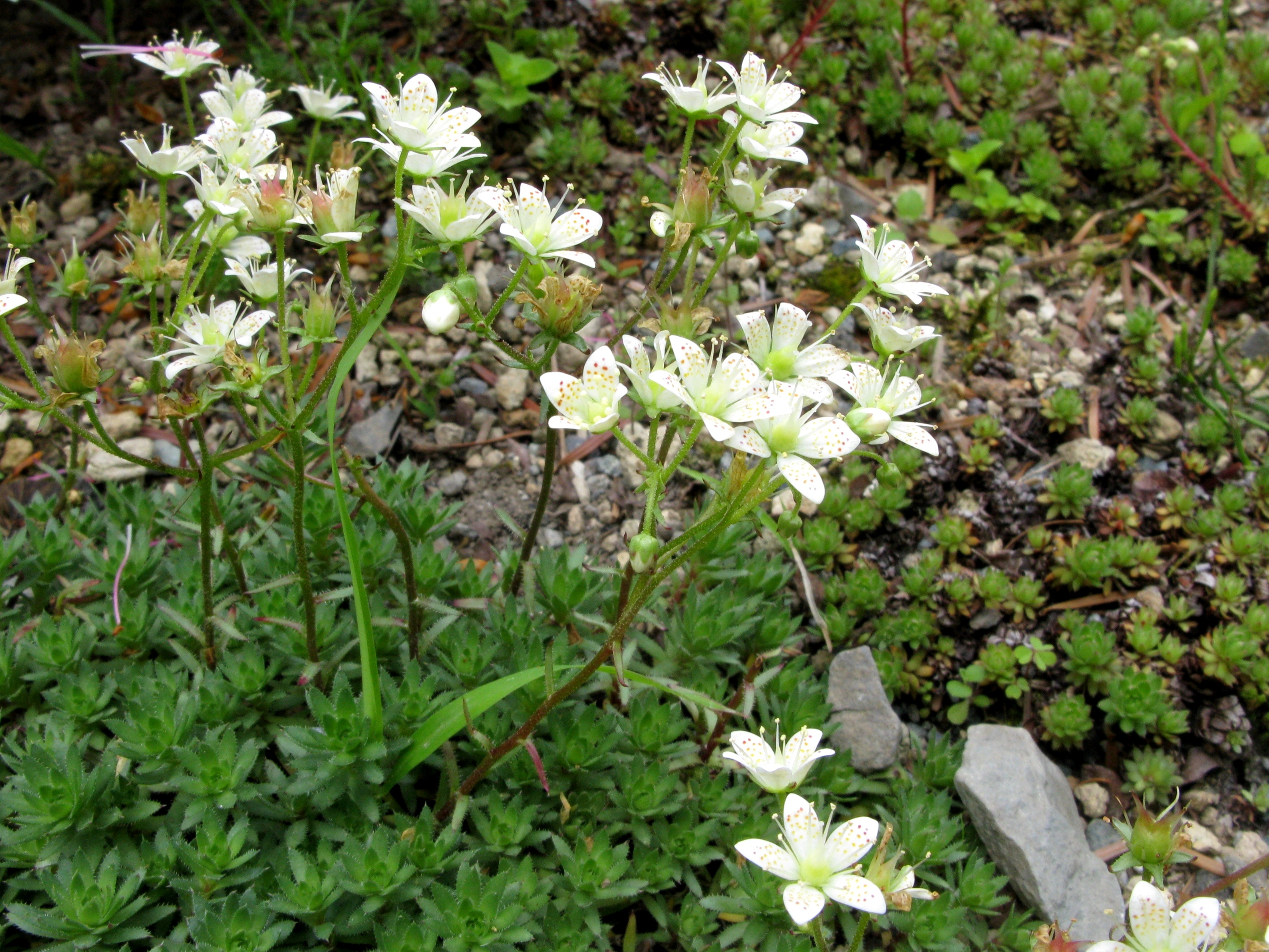
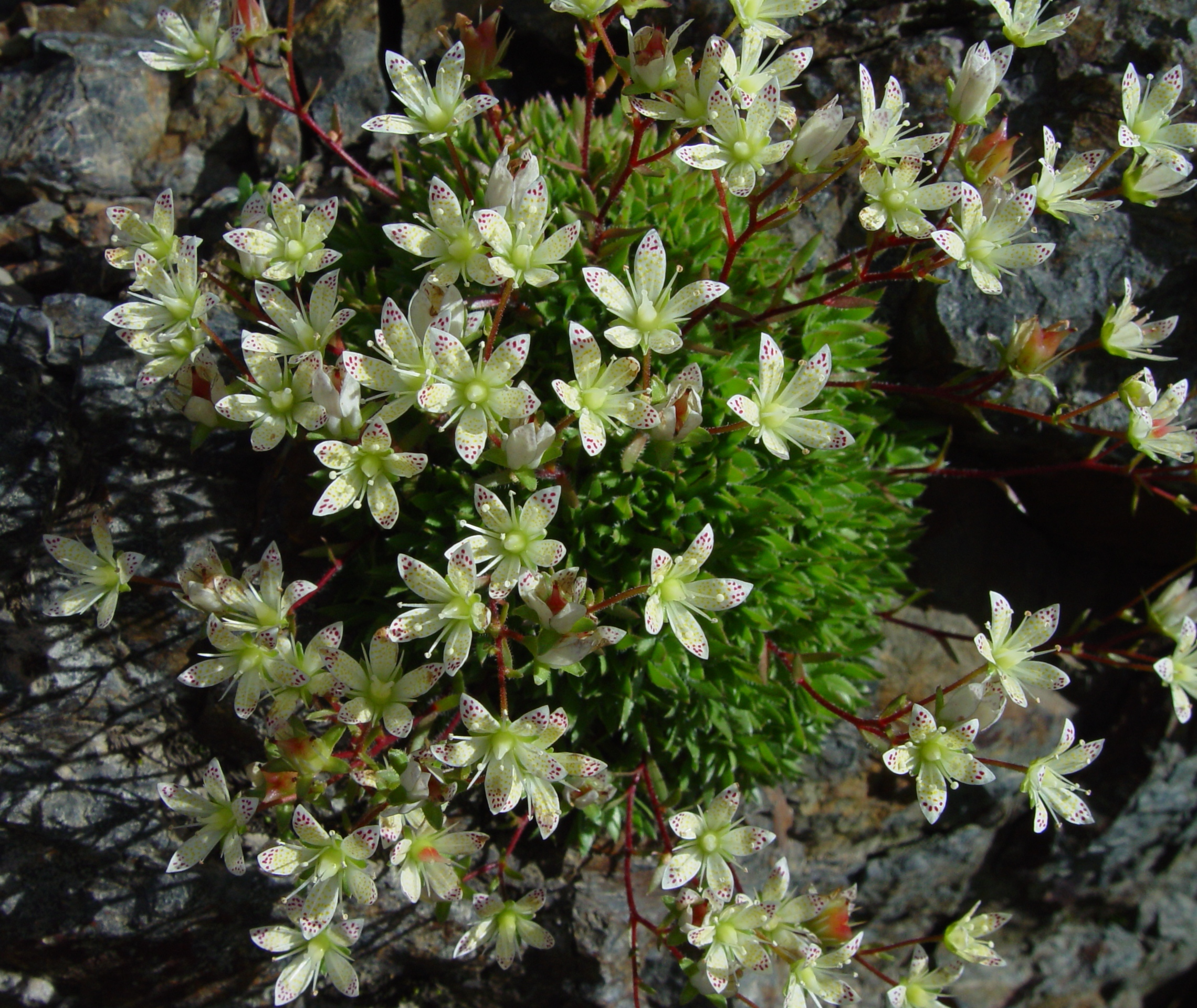